# Fjaðrárgljúfur
Fjaðrárgljúfur är en kanjon i republiken Island.   Den ligger i regionen Suðurland, i den södra delen av landet. Fjaðrárgljúfur ligger 114 meter över havet.
Ett vattenfall forsar ner från den västra sidan av Fjaðrárgljúfur. Vattenfallet kan ses från en utsiktsplattform vid slutet av en 16 kilometer lång vandringsstig till kanjonen.
I maj 2019 stängde myndigheterna kanjonen sedan den hade visats på en musikvideo med Justin Biebers I'll Show You (Justin Bieber song)|I'll Show You. Den turistström som blev följden ansågs utgöra ett hot mot kanjonens miljö.
Genom Fjaðrárgljúfur flyter ån Fjaðrá, som har gett kanjonen dess namn. Kanjonen är naturskyddad.